# Nadine Labaki
Nadine Labaki, en árabe, نادين لبكي; (Baabdat, 18 de febrero de 1974) es una actriz y directora de cine libanesa. Es una de las directoras más conocidas en la industria de los videoclips árabes.

## Trayectoria
Nadine participó como concursante en el show de talento Studio El-Fan, en la década de 1990 en la categoría "dirección". En la competición, dirigió un video musical, "Ya Habibi", para una cantante llamada Carla, una conocida presentadora en el programa "Café Rotana" del canal árabe de música Rotana. 
Su primer video fue "Tayr El-Gharam" (Pájaro del Amor) para la cantante libanesa Pascale Machaalani. Más tarde, hizo otros dos videos para Noura Rahal, pero los videos no tuvieron el éxito suficiente. Y su nuevo esfuerzo con Katia Harb, para el video musical de la canción "Ma Fina" obtuvo más reconocimiento.
Su verdadero avance estuvo marcado con el vídeo de Nancy Ajram titulado "Akhasmak Ah". El video mostraba a Nancy como la camarera de una cafetería tradicional egipcia, en la que sirve y entretiene a los clientes masculinos. El video levantó algunas polémicas, pero Nadine supo justificar el uso de este personaje.
Nadine siguió teniendo gran éxito con Nancy, específicamente, en los videos como "Ya Salam" (Oh Paz), "Lawn Ouyounak" (El color de tus ojos) e "Inta Eih" (¿Quién eres tú?). Los tres videos ganaron gran popularidad, y fueron premiados con los mejores honores.
También realizó videos para las cantantes Majida El Roumi, Nawal Al-Zoghby, Karole Samaha, Yuri Markadi y otros.
Nadine firmó un contrato con Coca-Cola, donde hace publicidad de Coca-Cola Light. Además, comenzó a explorar la actuación, inicialmente en la película libanesa “Al-Bustah”. En una entrevista transmitida por la televisión “Al-Mustáqbal” (El futuro), Nadine dijo que su pasión por la producción y la dirección fue transmitida por su tío materno. 
En 2007, Labaki coescribió, dirigió y protagonizó su debut cinematográfico, Caramel, que se distribuyó en más de 40 países, convirtiéndose en la película libanesa más aclamada internacionalmente hasta la fecha. Además de dirigirla, actuó en uno de los papeles principales. La película fue recibida con grandes elogios en el Líbano y en todo Medio Oriente. La producción tuvo un costo de 1,6 millones de dólares, y recaudó más de 13 millones de dólares. Poco después del estreno de la película, Labaki se casó con Mouzanar Khaled, quien fue el que compuso la música del film Caramel.

## Filmografía

### Como directora
- Caramel o Sukkar Banat
- Where Do We Go Now?
- Rio, I Love You segment: O Milagre
- Cafarnaúm (2018)

### Como actriz
- Ramad (Ashes) - corto  Joanna Hadjithomas y Khalil Joreige (2003)
- The Seventh Dog - corto Zeina Durra
- Non métrage Libanais (2003) - a short film by Wissam Smayra; Role as Nina
- Bosta - por Philippe Aractingi; Role as Alia
- Caramel o Sukkar Banat (2007) - Role as Layale
- Stray Bullet (2010) - Role as Noha
- Al Abb Wal Gharib The Father And The Foreigner (2010) by Ricky Tognazzi
- Where Do We Go Now? (2011) - Role as Amale
- Rock The Casbah (2013)
- Mea Culpa (2014)
- Rio, I Love You (2014) - Role as self
- La Rançon de la gloire (2014)
- The Idol (2015)
- 1982 (2019)[3]

## Premios y nominaciones
Premios Óscar
| Año  | Categoría                          | Película  | Resultado |
| ---- | ---------------------------------- | --------- | --------- |
| 2019 | Mejor película de habla no inglesa | Cafarnaúm | Nominado  |

Festival Internacional de Cine de Cannes
| Año  | Categoría                                      | Película              | Resultado |
| ---- | ---------------------------------------------- | --------------------- | --------- |
| 2011 | Premio del Jurado Ecuménico - Mención especial | ¿A dónde vamos ahora? | Ganadora  |
| 2011 | Premio François Chalais                        | ¿A dónde vamos ahora? | Ganadora  |
| 2018 | Premio del Jurado Ecuménico                    | Cafarnaum             | Ganadora  |

Festival Internacional de Cine de San Sebastián
| Año  | Categoría                                    | Película              | Resultado |
| ---- | -------------------------------------------- | --------------------- | --------- |
| 2007 | Premio TCM del Público                       | Caramel               | Ganador   |
| 2007 | Premio de la Juventud                        | Caramel               | Ganador   |
| 2007 | Premio Sebastiane                            | Caramel               | Ganador   |
| 2011 | Premio del público - Premio película europea | ¿A dónde vamos ahora? | Ganador   |